# Wüstiet
Het mineraal wüstiet (ook wel wuestiet, ioziet of joziet) is een zeldzame vorm van ijzer (II) oxide (FeO) die gevonden wordt in meteorieten en natuurlijke ijzervoorkomens. Wüstiet is grijs van kleur met een groene reflectietint. De kristallen zijn kubisch, opaak tot doorschijnend en metallisch. De hardheid is 5 tot 5,5 en de gemiddelde dichtheid 5,88 kg/dm3.
De nominale chemische formule is FeO, maar deze varieert continu in samenstelling van Fe0.95O tot Fe0.85O, afhankelijk van de ontstaanswijze. Als substitutie voor ijzer kunnen zink, aluminium en andere overgangsmetalen voorkomen in het kristalrooster van wüstiet.

## Naamgeving en voorkomen
Natuurlijk wüstiet werd voor het eerst ontdekt in 1927 in Echterdingen bij Stuttgart. De typelocatie is gelegen bij Scharnhausen. Het mineraal werd genoemd naar de metallurg Fritz Wüst (1860 - 1938).
Behalve bij Scharnhausen komt wüstiet in natuurlijke vorm voor op Disko (Groenland) en bij Jharia in Bihar, India. Verder komen inclusies van het mineraal voor in kimberliet-diamanten en in mangaanknollen uit de diepzee.

### Wüstiet en redoxbuffers
Het voorkomen van wüstiet wijst scheikundig altijd op een hoog gereduceerd milieu. In de geochemie wordt het voorkomen van wüstiet gezien als mineralogische redoxbuffer: het milieu is zo gereduceerd dat geen Fe3+ (en dus geen ijzer (III) oxide) meer voorkomt. Als het milieu nog gereduceerder wordt, wordt ook magnetiet (Fe3+2Fe2+O4 of FeO.Fe2O3) omgezet naar wüstiet, waarbij de Fe3+-ionen in magnetiet omgezet worden naar Fe2+-ionen. Een voorbeeld van een dergelijke reactie is:
FeO.Fe2O3 (magnetiet) + C (grafiet) → 3FeO (wüstiet) + CO (g)
De aanwezigheid van magnetiet vormt een redoxbuffer omdat, tot alle Fe3+ uit de magnetiet omgezet is naar Fe2+, de redoxstaat van het gesteente gelijk blijft (de fugaciteit van zuurstof blijft gelijk). Zodra alle Fe3+ (en magnetiet) is verdwenen, zal door verdere reductie wüstiet om gaan zetten naar vast ijzer.
In de natuur zijn milieus die sterk genoeg reducief zijn om een wüstiet-magnetiet evenwicht te hebben zeldzaam. Voorbeelden zijn calcietrijke skarns, meteorieten en waarschijnlijk de aardmantel, waarin gereduceerd koolstof aanwezig is (dit blijkt uit het feit dat diamant en grafiet worden gevonden in mantelgesteenten).

### Wüstiet ensilicaten
De verhouding tussen Fe2+ en Fe3+ in een gesteente bepaalt de ijzerconcentratie in silicaten. Als ijzer in een gesteente aanwezig is, hangt het van de aanwezige mineralen af hoeveel ijzer in de mineralen gebonden kan worden (welke mineralen aanwezig zijn hangt weer af van temperatuur, druk en de bulk rock compositie). In silicaten als olivijn en pyroxeen (belangrijke componenten in de aardmantel) kan geen Fe3+ in het kristalrooster worden opgenomen, maar wel Fe2+.
Als magnetiet aanwezig is in het gesteente, dan zal voor elke twee Fe3+-ionen één Fe2+-ion in magnetiet zitten. Wanneer het milieu gereduceerder wordt verdwijnt magnetiet echter en komt Fe2+ vrij. Wüstiet kan in dergelijke milieus slechts aanwezig zijn als er meer ijzer aanwezig is dan zich kan binden in de silicaten.
In de natuur komt dit soms voor in ijzer- en calcietrijke gesteenten als carbonatieten en kimberlieten. In de meeste van deze gesteenten wordt echter geen wüstiet gevonden, waarschijnlijk omdat het milieu nog niet gereduceerd genoeg was om magnetiet instabiel te maken.

## Gerelateerde mineralen
Wüstiet kan een vaste oplossing vormen met periklaas (MgO), waarbij ijzer en magnesium elkaar kunnen vervangen. Als periklaas gehydrateerd wordt, vormt het bruciet (Mg(OH)2), een mineraal dat bijvoorbeeld vormt bij retrograde reacties tijdens de vorming van serpentiniet.
Door oxidatie kan wüstiet omzetten in goethiet en limoniet.
In dolomiet-skarns kan wüstiet samen voorkomen met sideriet (FeCO3), wollastoniet, enstatiet, diopsiet en magnesiet.